# Кулініч Ігор Іванович
І́гор Іва́нович Кулі́ніч (15 червня 1994, с. Ридомиль, Тернопільська область — 16 листопада 2022, біля с. Площанка, Луганська область) — український військовослужбовець, майор Збройних сил України, учасник російсько-української війни. Лицар ордена Богдана Хмельницького III ступеня (2022, посмертно).

## Життєпис
Ігор Кулініч народився 15 червня 1994 року в селі Ридомилі, нині Почаївської громади Кременецького району Тернопільської области України.
Від 2011 року служив за контрактом, був заступником командира 2-го десантно-штурмового батальйону 80-ї окремої десантно-штурмової бригади. Загинув 16 листопада 2022 року біля с. Площанка на Луганщині.
Похований 23 листопада 2022 року в родинному селі.

## Нагороди
- орден Богдана Хмельницького III ступеня (23 грудня 2022, посмертно) — за особисту мужність і самовідданість, виявлені у захисті державного суверенітету та територіальної цілісності України, вірність військовій присязі[2].